# 20 Korpus Strzelecki (ZSRR)
20 Korpus Strzelecki (ros. 20-й стрелковый корпус)  – wyższy związek taktyczny piechoty Armii Czerwonej z okresu II wojny światowej.
20 Korpus Strzelecki formowany został w 1941 roku. Jego szlak bojowy po walkach z armią niemiecką w czasie operacji Bagration prowadził przez Mariampol, Ostródę, Kowalewo Pomorskie i Jarocin do Berlina.
W czasie walk na ziemiach polskich (bitwa o Serock) oraz w operacji berlińskiej prowadzonej na terytorium III Rzeszy 20 KS wchodził w skład 28 Armii.

## Dowódcy korpusu
- gen. mjr Nikołaj Szwariew[5] (05.11.1943 - 11.05.1945)[1]

## Struktura organizacyjna
Skład w latach 1944-1945:
- 48 Gwardyjska Dywizja Piechoty
- 55 Gwardyjska Dywizja Piechoty
- 20 Dywizja Piechoty